# Eurylophella enoensis
Eurylophella enoensis är en dagsländeart som beskrevs av Funk 1994. Eurylophella enoensis ingår i släktet Eurylophella och familjen mossdagsländor. Inga underarter finns listade i Catalogue of Life.